# 히로카와비치역
히로카와비치역(일본어: 広川ビーチ駅, ひろかわビーチえき)은 일본 와카야마현 아리다군 히로가와정에 있는, 서일본 여객철도의 철도역이다. 기세이 본선이 지나가며, 기노쿠니 선 소속 열차들을 이용할 수 있다.

## 역 구조
상대식 2면 2선 구조의 지상역이다. 분기기, 절대신호기가 없기 때문에 정류소로 관리하고 있다. 양쪽 승강장은 히로카와 정에서 관리하는 과선교로 이어져 있다.
별도의 역사는 없지만 역 옆에 관광특산물 센터 "후레아이칸"이 있다. 고보역이 관리하는 무인역으로, 양쪽 승강장 출입구에 승차역 증명서 발행기가 있다.

### 승강장
| 1 | ■ 기노쿠니 선 | 와카야마 · 덴노지 방면 |
| 2 | ■ 기노쿠니 선 | 고보 · 신구 방면       |

## 역세권 정보
- 구마노 옛길

## 역사
기세이 본선의 역들 중 가장 최근에 문을 열었다.
- 1993년 3월 14일 - 서일본 여객철도 기세이 본선의 기이유라역과 유아사역 사이에 새로이 문을 열었다.

## 인접역
| 서일본 여객철도 기세이 본선 | 서일본 여객철도 기세이 본선 | 서일본 여객철도 기세이 본선 |
| --------------------------- | --------------------------- | --------------------------- |
| 기이유라 신구 방면          | ■ 기노쿠니 선 보통          | 유아사 와카야마 방면        |